# Réactivité d'un assemblage de combustible nucléaire
 (mars 2014).
Si vous disposez d'ouvrages ou d'articles de référence ou si vous connaissez des sites web de qualité traitant du thème abordé ici, merci de compléter l'article en donnant les références utiles à sa vérifiabilité et en les liant à la section « Notes et références ».
Dans une réaction en chaîne, la réactivité d'un système nucléaire ou la réactivité d'un assemblage de combustible nucléaire (tel que le cœur d'un réacteur nucléaire) dépend à la fois de la nature des matériaux présents (densité de matières fissiles, présence de modérateur…) et de sa géométrie (taille de l'assemblage, présence de réflecteurs neutroniques…) ; un assemblage est en règle générale d'autant moins réactif qu'il est petit, car les neutrons produits dans sa partie réactive se perdent au-delà de sa frontière dans un milieu moins réactif. On calcule donc souvent d'abord le facteur de multiplication d'un milieu supposé infini, qui est le maximum qui puisse être atteint par un milieu de nature donnée, puis on calcule la taille effective qu'il faut lui donner pour avoir une réactivité positive, compte tenu des conditions aux limites de l'assemblage (fuites et présence d'éventuels réflecteurs).

## Réactivité d'un milieu infini
On parle de facteur de multiplication infini (noté {\displaystyle k_{\infty }}) lorsque le facteur de multiplication des neutrons est évalué en ne tenant compte que de la composition moyenne du milieu, mais pas de la géométrie de sa frontière (et donc, en particulier, en négligeant les fuites de neutrons) car ceci revient à décrire le processus dans un milieu réactif d’extension infinie. Ce {\displaystyle k_{\infty }} est défini comme le rapport du nombre de neutrons d'une génération au nombre de neutrons de la génération précédente dans un milieu infini :
{\displaystyle k_{\infty }={\frac {N_{t+1}}{N_{t}}}}
La formule des quatre facteurs donne un tour plus concret à {\displaystyle k_{\infty }} en faisant apparaître les termes principaux qui le composent. {\displaystyle k_{\infty }~=~\varepsilon \times p\times f\times \eta }

### Évaluation estimative dek∞{\displaystyle k_{\infty }}dans le cas d'un réseau combustible type
On se propose de retrouver par un calcul estimatif la valeur typique de {\displaystyle k_{\infty }} dans le cas d'un réseau de réacteur à eau sous pression.
Une formulation simplifiée de chacun des quatre facteurs est donnée en fonction des deux caractéristiques primordiales du réacteur à eau pressurisée qui influent sur la réactivité à savoir :
- l'enrichissement en uranium 235 noté : {\displaystyle e_{n}} pour l'enrichissement en noyaux et {\displaystyle e_{m}} pour l'enrichissement massique ;
- le rapport de modération molaire (ou atomique) : noté {\displaystyle R_{m}={\frac {N_{h}}{N_{u}}}} = Rapport des concentrations volumiques des atomes d'hydrogène et d'uranium = Rapport des nombres d'atomes d'hydrogène et d'uranium[Note 3].

Les évaluations numériques sont celles du réseau combustible d'un réacteur proche du REP 900 MWe à l'état neuf, supposé exempt de poison neutronique.
| - {\displaystyle k_{\infty ~REP~chaud}~=~\varepsilon \times \eta \times p\times f\approx ~1{,}038\times 1{,}777\times 0{,}757\times 0{,}922~=~1{,}287} - valeur à chaud 292,8 °C, - puissance nulle, avec : de l'uranium enrichi en masse à 2,28 % et en noyaux à 2,31 % un rapport de modération molaire type de 4,34 |

Les grandeurs numériques précisant la composition du cœur et plus généralement l'ensemble des éléments nécessaires au calcul sont rassemblées dans le tableau Notations - données - résultats en fin d'article.
On appelle combustible au sens de l'application de la formule des quatre facteurs : l'oxyde d'uranium (+ le cas échéant d'autres atomes lourds), l'oxygène du combustible en fait partie mais non pas le zirconium des gaines considéré comme matériau de structure.

#### Évaluation simplifiée du facteurη
{\displaystyle \eta =~{{\text{Nombre de neutrons issus de fissions thermiques}} \over {\text{Nombre de neutrons capturés par un atome du combustible}}}}
{\displaystyle \eta } = Nombre de neutrons de fission produits par capture de 1 neutron dans le combustible = {\displaystyle \nu \times \Sigma _{f5} \over \Sigma _{u5}+\Sigma _{u8}+\Sigma _{ocomb}}
On exprime tous les termes en fonction de {\displaystyle N_{u5}} et {\displaystyle e_{n}} :
- {\displaystyle \nu } = Nombre de neutrons émis par fission ≈ 2,425 dans le cas de 235U :
- {\displaystyle \Sigma _{f5}} = Section efficace macroscopique de fission de l'uranium 235 = {\displaystyle \sigma _{f5}\times N_{u5}}

{\displaystyle \sigma _{f5}} = Section efficace microscopique de fission des atomes fissiles
{\displaystyle N_{u5}} = Concentration volumique des atomes fissiles dans le cœur
- {\displaystyle \Sigma _{u5}} = Section efficace macroscopique de capture par les atomes fissiles = {\displaystyle \sigma _{u5}\times N_{u5}} :

{\displaystyle \sigma _{u5}} = Section efficace microscopique de capture par les atomes fissiles du combustible
{\displaystyle N_{u5}} = Concentration volumique des atomes fissiles dans le cœur
- {\displaystyle \Sigma _{u8}} = Section efficace macroscopique de capture par les atomes lourds non fissiles = {\displaystyle \sigma _{u8}\times N_{u8}} :

{\displaystyle \sigma _{u8}} = Section efficace microscopique de capture par les atomes lourds non fissiles
{\displaystyle N_{u8}} = Concentration volumique des atomes lourds non fissiles dans le cœur
{\displaystyle N_{u8}=N_{u5}\times {1-e_{n} \over e_{n}}}
- {\displaystyle \Sigma _{ocomb}} = Section efficace macroscopique de capture par les atomes d'oxygène du combustible = {\displaystyle \sigma _{o}\times N_{ocomb}} :

{\displaystyle N_{ocomb}=2\times (N_{u5}+N_{u8})={2\times N_{u5} \over e_{n}}}
{\displaystyle \eta =~{\nu \times \sigma _{f5}\times N_{u5} \over \sigma _{u5}\times N_{u5}+\sigma _{u8}\times N_{u8}+\sigma _{ocomb}\times N_{ocomb}}}
En remplaçant {\displaystyle N_{u8}} et {\displaystyle N_{ocomb}} par leur valeur et en divisant numérateur et dénominateur par {\displaystyle N_{u5}}, il vient :
| {\displaystyle \eta =~{\nu \times \sigma _{f5} \over \sigma _{u5}+\sigma _{u8}\times {1-e_{n} \over e_{n}}+\sigma _{o}\times {2 \over e_{n}}}={\nu \times \sigma _{f5} \over \sigma _{u5}-\sigma _{u8}}\times {1 \over 1+{{\sigma _{u8}+2\;\sigma _{o} \over \sigma _{u5}-\sigma _{u8}} \over e_{n}}}} |

Mis à part l'enrichissement, tous les termes de la relation donnant η sont des constantes physiques. Les grandeurs interviennent en termes relatifs via des rapports et non point en valeur absolue ce qui confère une robustesse très relative au résultat vis-à-vis des variations de températures, spectre en énergie des neutrons et autres. Les valeurs trouvées pour η sont indépendantes de la concentration en matière fissile du milieu considéré ; elles ne dépendent que des concentrations relatives des corps présents dans le milieu exprimées par l'enrichissement en uranium 235. On pose :
{\displaystyle {\mathcal {F}}_{u5}={\frac {\nu \times \sigma _{f5}}{\sigma _{u5}-\sigma _{u8}}}}
{\displaystyle {\mathcal {S}}_{u8/u5}={\frac {\sigma _{u8}+2\;\sigma _{o}}{\sigma _{u5}-\sigma _{u8}}}}
termes qui ne dépendent que des caractéristiques physiques des corps présents et non de l'enrichissement {\displaystyle e_{n}} ou de la modération {\displaystyle R_{m}}.
Formule simple :
| {\displaystyle \eta =~{\frac {{\mathcal {F}}_{u5}}{1+{\frac {{\mathcal {S}}_{u8/u5}}{e_{n}}}}}} - avec : {\displaystyle {\mathcal {F}}_{u5}={\frac {\nu \times \sigma _{f5}}{\sigma _{u5}-\sigma _{u8}}}} {\displaystyle {\mathcal {S}}_{u8/u5}={\frac {\sigma _{u8}+2\;\sigma _{o}}{\sigma _{u5}-\sigma _{u8}}}} - Applicable pour {\displaystyle ~0{,}7~\%<~e_{n}<~7~\%} |

Le facteur η dépend prioritairement de l'enrichissement et marginalement de la modération.
Numériquement : (cf. tableau en fin d'article)
- Termes de la formule simplifiée donnant {\displaystyle \eta } :

{\displaystyle {\mathcal {F}}_{u5}\approx 2{,}082}
{\displaystyle {\mathcal {S}}_{u8/u5}\approx 3{,}957\times 10^{-3}}
- Résultat :

Pour, un enrichissement massique moyen typique de 2,283 % soit 2,312 % en noyaux
η ≈ 1,777
Commentaire
Pour ce qui concerne la capture des neutrons (donc intervenant dans les facteurs η, f et p) du fait de sa très faible section efficace, l'oxygène peut être largement négligé devant les autres corps. En revanche l'oxygène contribue à la diffusion et au ralentissement des neutrons ; c'est même un excellent modérateur.

#### Évaluation simplifiée du facteurf
{\displaystyle f=~{\frac {\text{Nombre moyen de neutrons capturés par les atomes du combustible}}{\text{Nombre de neutrons capturés au total}}}}
{\displaystyle f={\Sigma _{u5}+\Sigma _{u8}+\Sigma _{ocomb} \over \Sigma _{u5}+\Sigma _{u8}+\Sigma _{ocomb}+\Sigma _{m}+\Sigma _{z}}};
- on exprime tous les termes en fonction de {\displaystyle N_{u}}{\displaystyle R_{m}}, et {\displaystyle e_{n}}
- {\displaystyle \Sigma _{u5}=\sigma _{u5}\times e_{n}\times N_{u}}
- {\displaystyle \Sigma _{u8}=\sigma _{u8}\times (1-e_{n})\times N_{u}}
- {\displaystyle \Sigma _{ocomb}=\sigma _{o}\times 2\times N_{u}}
- {\displaystyle \Sigma _{m}} = Section efficace macroscopique de capture dans le modérateur = {\displaystyle \sigma _{h}\times N_{h}+\sigma _{o}\times N_{omod}}

{\displaystyle N_{h}=R_{m}\times N_{u}}
{\displaystyle N_{omod}=N_{h}/2=R_{m}\times N_{u}/2=}
- {\displaystyle \Sigma _{z}} = Section efficace macroscopique de capture dans le zirconium et les structures = {\displaystyle \sigma _{z}\times N_{z}}[Note 6]

Dans le réacteur à eau sous-pression électrogène le rapport entre le volume de zirconium et le volume d'UO2 ne varie que faiblement d'un modèle à l'autre. Il est égal au 1er ordre au rapport de la section du tube de zirconium à la section de la pastille d'UO2 qui ne change que très peu d'un réseau combustible crayon à l'autre, il en découle que le rapport {\displaystyle N_{z}/N_{u}} est constant au 1er ordre d'un type de réacteur à l'autre. Il dépend toutefois de la température de fonctionnement du fait de la dilatation assez sensiblement différente de l'oxyde d'uranium et du zirconium . Avec les dimensions typiques des crayons combustibles, tubes guides, grilles de maintien des assemblages 17 × 17 en usage en France ce rapport est proche de 0,66. Si on dispose de la géométrie détaillée du combustible on peut aisément recalculer le facteur, à défaut la valeur de 0,66 donne un ordre de grandeur correct.
{\displaystyle N_{z}=N_{u}\times 0{,}66}
En remplaçant tous les termes par leur valeur et en divisant numérateur et dénominateur par {\displaystyle N_{u}}, il vient :
| {\displaystyle f={e_{n}\times \sigma _{u5}+\sigma _{u8}\times (1-e_{n})+2\times \sigma _{o} \over e_{n}\times \sigma _{u5}+\sigma _{u8}\times (1-e_{n})+2\times \sigma _{o}+R_{m}\times (\sigma _{h}+\sigma _{o}/2)+\sigma _{z}\times 0{,}66}} |

On peut observer que f varie en fonction de l'enrichissement et de la modération.
Simplifications
Après division haut et bas par {\displaystyle e_{n}\times \sigma _{u5}+\sigma _{u8}\times (1-e_{n})+2\times \sigma _{o}}, il vient :
{\displaystyle f={1 \over 1+\phi }} avec
{\displaystyle \phi ={R_{m}\times (\sigma _{h}+\sigma _{o}/2)+\sigma _{z}\times 0{,}66 \over e_{n}\times \sigma _{u5}+\sigma _{u8}\times (1-e_{n})+2\;\sigma _{o}}}
On pose, comme dans le cas du facteur η :
{\displaystyle {\mathcal {S}}_{h/u}={\sigma _{h}+\sigma _{o}/2 \over \sigma _{u5}-\sigma _{u8}}}
{\displaystyle {\mathcal {S}}_{z/h}={\sigma _{z}\times 0{,}66 \over \sigma _{h}+\sigma _{o}/2}}
termes sans dimension qui ne dépendent que des caractéristiques physiques des corps présents et non de l'enrichissement {\displaystyle e_{n}} ou de la modération {\displaystyle R_{m}}.
{\displaystyle \phi ={\sigma _{h}+\sigma _{o}/2 \over \sigma _{u5}-\sigma _{u8}}\times {R_{m}+\left({\sigma _{z}\times 0{,}66 \over \sigma _{h}+\sigma _{o}/2}\right) \over e_{n}+\left({\sigma _{u8}+2\;\sigma _{o} \over \sigma _{u5}-\sigma _{u8}}\right)}={\mathcal {S}}_{h/u}\times {R_{m}+{\mathcal {S}}_{z/h} \over e_{n}+{\mathcal {S}}_{u8/u5}}}
Formule simple
| {\displaystyle f={1 \over 1+\phi }} {\displaystyle \phi ={\mathcal {S}}_{h/u}\times {R_{m}+{\mathcal {S}}_{z/h} \over e_{n}+{\mathcal {S}}_{u8/u5}}} - avec : {\displaystyle {\mathcal {S}}_{u8/u5}={\sigma _{u8}+2\;\sigma _{o} \over \sigma _{u5}-\sigma _{u8}}} {\displaystyle {\mathcal {S}}_{h/u}={\sigma _{h}+\sigma _{o}/2 \over \sigma _{u5}-\sigma _{u8}}} {\displaystyle {\mathcal {S}}_{z/h}={\sigma _{z}\times 0{,}661 \over \sigma _{h}+\sigma _{o}/2}} - Applicable pour {\displaystyle ~2<~R_{m}<10} {\displaystyle ~0{,}7~\%<~e_{n}<~7~\%} |

Numériquement : (cf. tableau en fin d'article)
- Termes de la formule simplifiée donnant f :

{\displaystyle {\mathcal {S}}_{h/u}\approx 4{,}901\times 10^{-4}}
{\displaystyle {\mathcal {S}}_{z/h}\approx 0{,}3624}
{\displaystyle {\mathcal {S}}_{u8/u5}\approx 3{,}957\times 10^{-3}}
{\displaystyle \phi \approx 4{,}901\times 10^{-4}\times {R_{m}+0{,}3624 \over e_{n}+3{,}957\times 10^{-3}}}
- Résultat :

Pour un enrichissement moyen typique de 2,283 % en masse soit 2,312 % en noyaux
un rapport de modération atomique moyen Rm typique de 4,338,
f ≈ 0,9216

#### Évaluation simplifiée du facteurp
{\displaystyle p\approx \mathrm {e} ^{\left(-{\frac {\sum \limits _{i=1}^{N}N_{i}I_{r,C,i}}{\left({\overline {\xi }}\sigma _{p}\right)_{mod}}}\right)}}
Liminaires
La relation générale se simplifie un peu en considérant qu'un seul groupe de noyaux capturant : l'uranium 238 de concentration {\displaystyle N_{u8}}, ce qui est le cas dans un cœur neuf ne contenant pas de plutonium.
{\displaystyle I_{\rm {eff,u8}}} = Intégrale effective de capture résonnante en ralentissement de l'uranium 238
{\displaystyle I_{\rm {eff,u8}}=\int \limits _{E_{\rm {th}}}^{E_{0}}{\sigma _{c,u8} \over 1+{N_{u8} \over \Sigma _{d}}\times \sigma _{c,u8}}\times {\mathrm {d} E \over E}}
- {\displaystyle -\ln(p)={N_{u8}\times I_{\rm {eff,u8}} \over \xi \times \Sigma _{d}}} exprime la balance entre deux termes :

Le numérateur, uniquement dépendant de {\displaystyle N_{u8}} est une fonction croissante de {\displaystyle N_{u8}} ; plus il y a d'atomes d'uranium 238 plus il y a de captures en ralentissement des neutrons.
Le dénominateur, uniquement dépendant de {\displaystyle R_{m}}, est une fonction croissante de {\displaystyle R_{m}} ; plus il y a d'atomes d'hydrogène moins il y a de chances pour qu'un neutron soit capturé avant qu'il soit thermalisé.
La modélisation de la modération via le terme {\displaystyle R_{m}={N_{h} \over N_{u}}} préférentiellement à {\displaystyle R_{m5}={N_{h} \over N_{u5}}} rend indépendantes les variables {\displaystyle R_{m}} et {\displaystyle e_{n}}. Ainsi dans le cas typique d'une variation d'enrichissement à rapport volumique de modération constant, façon pratique de réaliser les choses en réacteur à eau, le nombre d'atomes d'uranium total n'est pas changé et le terme {\displaystyle R_{m}} reste constant.
Corrélations
On peut alors appliquer les deux relations empiriques suivantes, :
- {\displaystyle I_{\rm {eff,u8}}=4{,}66\times 10^{11}\times N_{u8}^{-0{,}478}}[Note 4], avec :

{\displaystyle N_{u8}} en at/cm3, et,
{\displaystyle I_{\rm {eff,u8}}} en barn
Cette relation rend compte au mieux des corrélations disponibles dans la littérature technique (cf. documents référencés ci-après) dans une large gamme de concentrations en uranium 238.
- {\displaystyle \xi \times \Sigma _{d}=0{,}0913\times (R_{m}+0{,}01)}[Note 4], avec

{\displaystyle R_{m}} sans dimension et
{\displaystyle \xi \times \Sigma _{d}} en cm−1
Cette corrélation rend compte de l'évolution de {\displaystyle \ln(p)} en fonction de {\displaystyle R_{m}}, elle est cohérente avec l'ordre de grandeur des coefficients de température modérateur observés en fonctionnement et la valeur relative de l'optimum de modération par rapport aux conditions nominales de fonctionnement. (Ces valeurs sont fortement dépendantes de l'enrichissement du combustible)
Simplifications ; on pose :
{\displaystyle {\mathcal {Z}}=Z\times N_{u8}^{y}\times (R_{m}+0{,}01)^{-x}},
avec {\displaystyle Z=5{,}104\times 10^{-12}={\frac {4{,}66\times 10^{11}\times \times 10^{-24}}{0{,}0913}}}{\displaystyle x=1{,}0} et {\displaystyle y=0{,}522}
Formule simple
| - {\displaystyle \ln(p)=-{\mathcal {Z}}}{\displaystyle ~p=\mathrm {e} ^{-{\mathcal {Z}}}} - {\displaystyle {\mathcal {Z}}=Z\times N_{u8}^{y}\times (R_{m}+0{,}01)^{-x}}, avec {\displaystyle Z=5{,}104\times 10^{-12}}, {\displaystyle x=1{,}0} et {\displaystyle y=0{,}522} - avec : {\displaystyle N_{u8}} en at/cm3 {\displaystyle {\mathcal {Z}}}, {\displaystyle R_{m}} et {\displaystyle p} sans dim - Applicable pour {\displaystyle 2~<~R_{m}~<~10} {\displaystyle 0{,}7~\%~<~e_{n}~<~7~\%} {\displaystyle 10^{21}~<~N_{u8}~<~10^{22}\;{\rm {at/cm^{3}}}} |

Numériquement : (cf. tableau en fin d'article)
Pour un enrichissement moyen typique de 2,362 % en noyaux, un rapport de modération atomique moyen typique de 4,352
{\displaystyle p} ≈ 0,75
Remarque
Le facteur p est celui qui présente l'incertitude maximale dans ce modèle simplifié.

#### Évaluation simplifiée du facteurε
{\displaystyle \varepsilon ={\frac {\text{Nombre total de neutrons issus des fissions (candidats au ralentissement)}}{\text{Nombre de neutrons issus des fissions induites par des neutrons thermiques}}}}
Le facteur {\displaystyle \varepsilon } s'estime à partir de la formule générale :
{\displaystyle \varepsilon =1+{1-p \over p}\times {1 \over f}\times {u_{\rm {R}}\times \nu _{\rm {R}}\times P_{\rm {RCF}} \over \nu _{\rm {T}}\times P_{\rm {TCF}}\times P_{\rm {T}}}}
avec :
- {\displaystyle P_{\rm {TCF}}} = Probabilité qu'un neutron thermique capturé dans le combustible fissile en neutrons thermiques génère une fission ;
- {\displaystyle P_{\rm {TCF}}={\sigma _{\rm {TFu5}} \over \sigma _{\rm {TCu5}}}} (U 235 est seul fissile en neutrons thermiques) ;
- {\displaystyle P_{\rm {RCF}}} = Probabilité qu'un neutron rapide capturé dans le combustible fissile en neutrons rapides génère une fission ;
- {\displaystyle P_{\rm {RCF}}={\sigma _{\rm {RF(u5+u8)}} \over \sigma _{\rm {RC(u5+u8)}}}}(U 235 et 238 sont fissiles en neutrons rapides) ;
- {\displaystyle u_{\rm {R}}} = Facteur d'utilisation rapide = Probabilité qu'un neutron rapide soit capturé dans le combustible fissile en neutrons rapides plutôt que dans un autre atome ;
- {\displaystyle {\Sigma _{\rm {RC(u5+u8)}} \over \sigma _{\rm {RC(u5+u8+z+o+h)}}}} ;
- {\displaystyle P_{\rm {T}}} = Probabilité de non-fuite au niveau thermique.

Remarques liminaires
Dans le cas d'un réacteur à neutrons thermiques, le facteur ε est un terme correctif exprimant la part de fissions rapides. ε est donc une fonction décroissante de la modération (à l'équilibre de remplacement des générations de neutrons (k effectif = 1), plus le cœur est modéré moins la contribution des fissions rapides est importante pour réaliser l'équilibre).
L'uranium 235, certes préférentiellement fissile en neutrons thermiques, l'est également en neutrons rapides et même il l'est davantage que l'uranium 238 (section efficace en gros 1,5 à 2 fois plus élevée). À priori une augmentation de l'enrichissement doit conduire à une augmentation de ε, ce qui est cohérent avec la proposition ci-dessus puisqu'une augmentation de l'enrichissement implique une diminution de la modération. Cet effet doit cependant rester modéré.
Le terme {\displaystyle {1-p \over p}\times {1 \over f}} qui doit rester de l'ordre de 0,3 à 0,5 constitue une preuve par neuf de cohérence de l'évaluation des facteurs {\displaystyle p}, {\displaystyle f}, {\displaystyle \varepsilon }.
{\displaystyle f} et {\displaystyle p} sont déterminés par les relations données ci-dessus.
On note {\displaystyle \alpha } le terme {\displaystyle \alpha ={u_{\rm {R}}\times \nu _{\rm {R}}\times P_{\rm {RCF}} \over \nu _{\rm {T}}\times P_{\rm {TCF}}\times P_{\rm {T}}}}
La relation empirique suivante donne α en fonction de la modération ce qui permet d'estimer ε connaissant les deux autres facteurs p et f.
Formule simple
| - {\displaystyle \alpha =0{,}137\times \mathrm {e} ^{-0{,}0546\times R_{m}}} - {\displaystyle \varepsilon =1+{1-p \over p}\times {1 \over f}\times \alpha } - {\displaystyle R_{m}}, {\displaystyle p} et {\displaystyle f} sans dim - Applicable pour : {\displaystyle 2~<~R_{m}~<~10.} {\displaystyle 0{,}7~\%~<~e_{n}~<~7~\%} {\displaystyle 10^{21}~<~N_{u8}~<~10^{22}~{\rm {at/cm^{3}}}} |

Remarques
La formule simple ci-dessus est potentiellement améliorable aux faibles et très fortes valeurs de {\displaystyle R_{m}}.
La prise en compte dans le modèle simplifié du rapport {\displaystyle \;{\nu _{fission~rapide} \over \nu _{fission~thermique}}} qui vaut grossièrement {\displaystyle \;\approx {2{,}47 \over 2{,}42}=1{,}021} est bien sûr aisément possible. De facto, ce rapport qui n'est qu'une proportionnalité se trouve inclus dans le terme α.
Il pourra être recherché un éventuel terme correctif de la valeur de α en fonction de l'enrichissement du cœur.
Numériquement : (cf. tableau en fin d'article)
Pour un rapport de modération atomique moyen typique de 4,338
α ≈ 0,1081
Connaissant f ≈ 0,9216 et p ≈ 0,7572
{\displaystyle {1-p \over p}\times {1 \over f}\approx 0{,}3479}
ε ≈ 1,038

### Évolution dek∞{\displaystyle k_{\infty }}etkeff{\displaystyle k_{eff}}en fonction des paramètres principaux du cœur
L'appréciation d'une modification de la constitution du réacteur sur la réactivité du cœur s'effectue en appréciant son impact sur chacun des 4 facteurs. Ceci peut être fait en utilisant les formules simplifiées.

#### Effet d'une variation de l'enrichissement sur les valeurs dek∞{\displaystyle k_{\infty }}etkeff{\displaystyle k_{eff}}

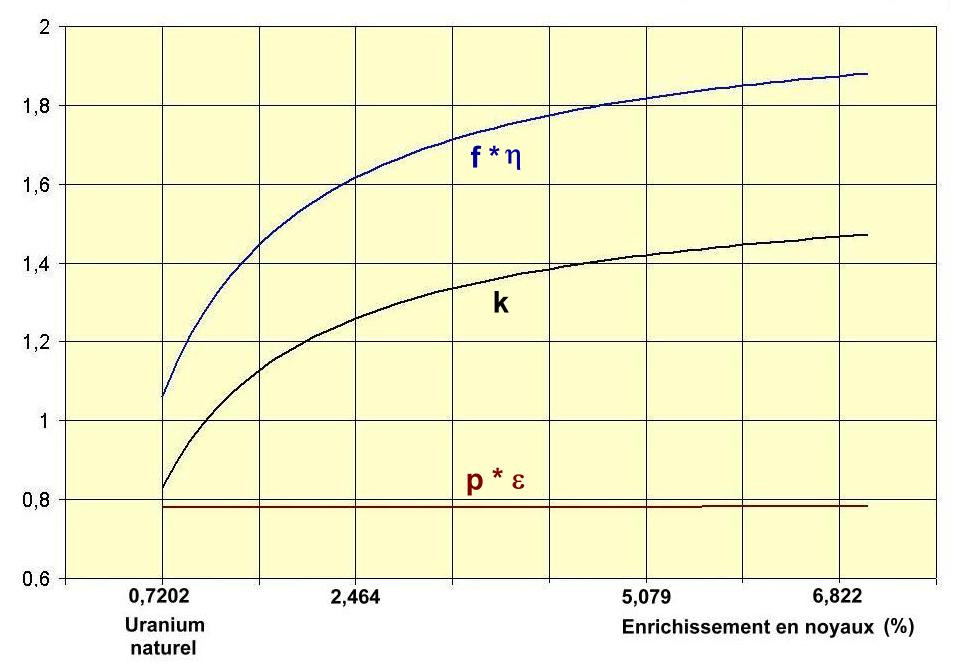
Évolution de en fonction de l'enrichissement du cœur

{\displaystyle k_{\infty }} varie fortement avec l'enrichissement du cœur, tous les facteurs sont concernés, toutefois les facteurs f et η sont principalement impactés.
Évolution qualitative des quatre facteurs avec l'enrichissement
La courbe jointe donne par application des formules simplifiées ci-dessus l'évolution de {\displaystyle k_{\infty }} en fonction de l'enrichissement du cœur entre une teneur entre l'enrichissement naturel (0,7202 % en noyaux) et la valeur maximale pratique des usines d'enrichissement.
- {\displaystyle \eta } augmente fortement avec l'enrichissement et rejoint une valeur maximale asymptotique pour 100 % d'enrichissement égale à {\displaystyle \eta =~{{\mathcal {F}}_{u5} \over 1+{\mathcal {S}}_{u8/u5}}} de l'ordre de 2,07 . (cf. tableau en fin d'article).

{\displaystyle \eta } est le facteur prépondérant vis-à-vis de l'enrichissement
- {\displaystyle f} augmente avec l'enrichissement et rejoint une valeur maximale asymptotique très proche de 1 (comprise entre 0,98 et 1) pour 100 % d'enrichissement.

- {\displaystyle p} augmente faiblement avec l'enrichissement
- {\displaystyle \varepsilon } diminue faiblement avec l'enrichissement

En résumé :
- le produit {\displaystyle f\times \eta } varie et augmente avec l'enrichissement
- le produit {\displaystyle p\times \varepsilon } ne varie que très faiblement avec l'enrichissement

Aux fortes valeurs d'enrichissement (hors plage d'applicabilité des formules simplifiées) on observe:
- un plafonnement de l'augmentation différentielle de réactivité vers 20 % d'enrichissement (valeur limite des réacteurs expérimentaux)
- une augmentation linéaire de {\displaystyle k_{\infty }} jusqu'à atteindre la valeur asymptotique à 100 % d'enrichissement.

Valeur en pcm (pour cent mille) de 1 % d'enrichissement
Une augmentation (resp. diminution) d'enrichissement massique de 1 % en valeur absolue géométriquement centrée autour de la teneur de 2,433 % massique (soit de 1,984 % à 2,984 % en masse et de 2,009 % à 3,021 % en noyaux) se traduit par une augmentation (resp. diminution) relative de 8,143 (%/%) de la valeur de {\displaystyle k_{\infty }}. L'augmentation (resp. diminution) de réactivité correspondante est égale à :
{\displaystyle \Delta \rho =100\,000\times \ln \left({1+8{,}143\;\%\times (2{,}984\;\%-2{,}464\;\%) \over 1-8{,}143\;\%\times (2{,}464\;\%-1{,}984\;\%)}\right)\approx 8212~{\rm {pcm/\%}}}
Cette valeur est un ordre de grandeur car outre les incertitudes propres au modèle simplifié la valeur « du % d'enrichissement » varie très fortement avec la valeur de l'enrichissement nominal autour duquel se trouve le % en question.
Dérivée de {\displaystyle k_{\infty }} avec l'enrichissement
L'expression plus complète de la variation de {\displaystyle k_{\infty }} détaillée dans la boîte déroulante en fonction de l'enrichissement est la relation suivante assez lourde:
| {\displaystyle {\partial k_{\infty } \over \partial e_{n}}=k_{\infty }\times \left(f\times {\mathcal {S}}_{h/u}\times {R_{m}+{\mathcal {S}}_{z/h} \over (e_{n}+{\mathcal {S}}_{u8/u5})^{2}}+\eta \times {{\mathcal {S}}_{u8/u5} \over {\mathcal {F}}_{u5}\times h}\times {1 \over e_{n}^{2}}\right)} Applicable pour {\displaystyle ~0{,}3~\%~<~e_{n}~<~7~\%} |

Le terme {\displaystyle {\mathcal {S}}_{u8/u5}<5\times 10^{-4}} étant petit devant la valeur des enrichissements usuels on voit apparaitre au dénominateur de la dérivée de {\displaystyle k_{\infty }} l'enrichissement du cœur au carré. Plus l'enrichissement augmente moins le gain relatif en réactivité est important, en revanche la masse de matière fissile est augmentée ce qui reste favorable du point de vue de l'énergie extractible du cœur.
Grandeurs invariantes avec l'enrichissement
Les grandeurs suivantes sont invariantes avec l'enrichissement du cœur (valeurs numériques données dans le tableau en fin d'article).
- Volume du cœur
- Volume d'oxyde d'uranium
- Nombre de moles d'uranium dans le cœur
- Concentration volumique des atomes d'uranium
- Volume d'eau primaire dans le cœur
- Température moyenne de l'eau primaire dans le cœur
- Masse volumique de l'eau aux conditions nominales
- Masse d'eau primaire
- Concentration des atomes d'hydrogène
- Rapport molaire de modération

Dans la variation d'enrichissement le nombre total d'atomes d'uranium reste constant, en revanche la masse d'uranium change. Dans le réseau cristallin de l'oxyde d'uranium les atomes d'uranium 238 sont remplacés par des atomes d'uranium 235 en cas d'augmentation de l'enrichissement (et inversement en cas de diminution de l'enrichissement).
L'invariance du nombre d'atomes d'uranium dans la variation d'enrichissement assure complètement l'indépendance des deux variables {\displaystyle R_{m}} et {\displaystyle e_{n}}

#### Évolution dek∞{\displaystyle k_{\infty }}avec la modération - Optimum de modération - Coefficient de température modérateur - Condition de stabilité -Reprise froid chaud
Les relations simplificatrices données ci-dessus permettent de fournir une description qualitative de la variation de {\displaystyle k_{\infty }~=~\varepsilon \times p\times f\times \eta } avec la modération à enrichissement donné du cœur, et notamment les points suivant qui sont déterminant de la conception du cœur :
- Optimum de modération et condition de stabilité;
- Coefficient de température du modérateur et reprise froid-chaud.

##### Optimum de modération et condition de stabilité du cœur

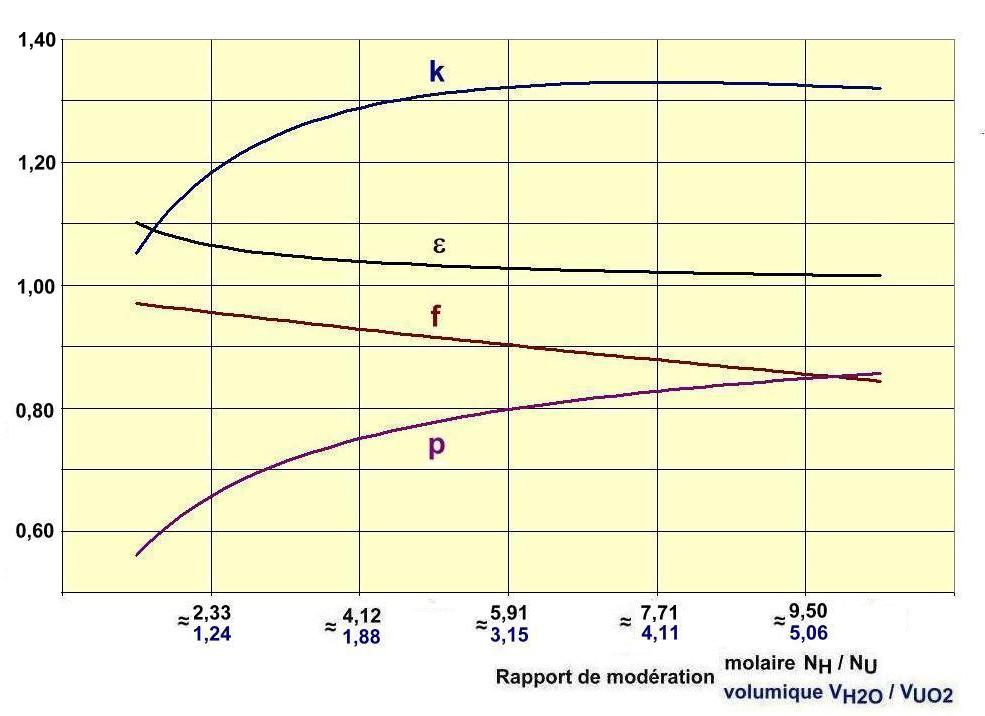
Évolution des facteurs en fonction de la modération du cœur. Le facteur η qui varie peu avec la modération n'est pas figuré.

Remarque liminaire - Éléments qualitatifs
L'expression générale de {\displaystyle {\partial k_{\infty } \over \partial R_{m}}} est lourde elle se simplifie toutefois légèrement :
{\displaystyle k_{\infty }~=~\varepsilon \times p\times f\times \eta } .On remplace ε par sa valeur
{\displaystyle k_{\infty }~=~(1+{1-p \over p}\times {1 \over f}\times \alpha )\times p\times f\times \eta }
{\displaystyle k_{\infty }~=~(~p\times f~+~(1-p)\times \alpha ~)\times \eta }
{\displaystyle \eta } est indépendant au 1er ordre de la modération (cf. ci-dessus facteur η)
{\displaystyle \alpha } est petit ( α = 0,125 pour Rm = 1,5 et 0,0605 pour Rm = 15 )
{\displaystyle (1-p)} ne dépasse pas ≈ 0,5 pour NU8 = 1,5 × 1022 at/cm3 et Rm = 1,5 ; donc le produit {\displaystyle \alpha \times (1-p)} est petit devant {\displaystyle f\times p} , on le néglige dans la recherche du maximum de {\displaystyle k_{\infty }}
Ces hypothèses reviennent de facto à considérer que {\displaystyle \varepsilon } et {\displaystyle \eta } sont invariants avec la modération, ce qui est correctement vérifié avec toutefois une incertitude 0,2 unité de {\displaystyle R_{m}}
Ainsi donc au 1er ordre :
{\displaystyle p} est croissant avec {\displaystyle R_{m}}
{\displaystyle f} est décroissant avec {\displaystyle R_{m}},
{\displaystyle k_{\infty }} présente un maximum en fonction de {\displaystyle R_{m}}, pour le couple {\displaystyle p,\;f} tel que :
{\displaystyle {\partial k_{\infty } \over \partial R_{m}}\approx \eta \times (f\times {\partial p \over \partial R_{m}}+p\times {\partial f \over \partial R_{m}})=0}
Recherche graphique de l'optimum de modération
Le produit {\displaystyle p\times f} présente un maximum pour {\displaystyle R_{max}} voisin de 8 ce qui rend compte de l'effet de maximum.Q
Recherche analytique de l'optimum de modération
Il est possible de trouver une formulation analytique de l'optimum de modération en fonction des différents paramètres ce qui peut permettre une étude paramétrique simple. {\displaystyle R_{max}} est donné par la relation 
| {\displaystyle R_{max}\approx \left[Z\times x\times N_{u8}^{y}\times \left(R_{m0}+\left({e_{n}+{\mathcal {S}}_{u8/u5}+{\mathcal {S}}_{h/u}\times {\mathcal {S}}_{z/h} \over {\mathcal {S}}_{h/u}}\right)\right)\right]^{1/(1+x)}-0{,}01} avec {\displaystyle R_{m0}}; valeur estimée du maximum de modération proche de {\displaystyle 2\times R_{m}} |

Ceci permet de retrouver quelques éléments de tendance importants :
L'optimum de modération augmente avec l'enrichissement :
Une augmentation (resp. diminution) de 1 % de l'enrichissement autour du point moyen de 2,433 % en masse, augmente (resp. diminue) le rapport {\displaystyle {R_{max} \over R_{m}}} d'environ 10 %. Plus le cœur est enrichi plus il est « naturellement » stable, plus il est facile de le rendre auto-stable.
Dans la plage des enrichissements équivalents en usage sur les REP électrogènes donc entre 1,5 et 3,5 % d'enrichissement les ordres de grandeurs usuels sont restitués par le modèle simple.
La plage des faibles enrichissements conduit comme cela est normale à des configurations instables :
Un cœur enrichi à moins de 1,27 % en noyaux est stable à chaud mais ne vérifie pas la condition de stabilité à froid.
1,12 % apparaît comme la limite inférieure d'enrichissement autorisant la divergence à chaud avec une marge d'exploitation suffisante ({\displaystyle k_{\infty }} > 1,05). Mais ceci n'est réalisé que pour un rapport de modération proche de l'optimum, donc dans une configuration non stable.
La plage des forts enrichissements apparait correctement modélisée ; la marge en réactivité importante est utilisable pour décrire le contrôle à l'acide borique.
Ces constats recoupent les dispositions prises sur les RBMK après l'accident de Tchernobyl où une augmentation de l'enrichissement utilisé a permis de rendre stable le cœur qui ne l'était pas antérieurement
Condition de stabilité du cœur
Le cœur est stable si {\displaystyle {\partial k_{\infty } \over \partial R_{m}}>0}. En effet toute augmentation de température du cœur provoque une diminution de {\displaystyle R_{m}} par dilatation de l'eau contenue dans le cœur.
Ceci conduit à la relation :
| {\displaystyle x>{(R_{m}+0{,}01)^{1+x} \over Z\times N_{u8}^{y}}\times \left({{\mathcal {S}}_{h/u} \over e_{n}+{\mathcal {S}}_{u8/u5}+{\mathcal {S}}_{h/u}\times (R_{m}+{\mathcal {S}}_{z/h})}\right)} |

Cette inégalité doit être vérifiée sur toute la plage de fonctionnement du réacteur :
- à chaud conditions nominales

{\displaystyle R_{m}\approx 4{,}14}
{\displaystyle x>\approx 0{,}229}
- à froid

{\displaystyle R_{m}\approx 5{,}63}
{\displaystyle x>\approx 0{,}373}
- durant toute l'exploitation donc avec une consommation de matière fissile équivalent au 1er ordre à une réduction de l'enrichissement.

Plus l'enrichissement du cœur est élevé, plus la condition de stabilité est aisée à satisfaire. Parmi les modifications apportées aux RBMK pour les rendre stables en toutes circonstances, une a consisté à augmenter l'enrichissement du cœur.

##### Coefficient de température modérateur - Reprise de réactivité "froid-chaud"
Coefficient modérateur
La modélisation de la variation de {\displaystyle k_{\infty }} en fonction de {\displaystyle R_{m}} permet d'apprécier le coefficient de réactivité de température du modérateur dont l'importance est déterminante pour le fonctionnement puisqu'il autorise l'auto-stabilité du réacteur à eau pressurisée.
La valeur trouvée avec le modèle simplifié est de - 37,8 pcm/°C.
Reprise froid/chaud
Le réchauffage du réacteur à puissance nulle à partir des conditions d'arrêt froid est consommateur de réactivité. On peut en donner une appréciation à l'aide des formules simples.
- Valeurs influant sur la réactivité à chaud :

{\displaystyle R_{m}=4{,}140}
{\displaystyle \ln(k_{\infty })=1{,}288}
- Valeurs influant sur la réactivité à froid :

{\displaystyle R_{m}=5{,}631}
{\displaystyle k_{\infty }=1{,}317\;R_{m}}
{\displaystyle \Delta \rho _{F/C}=100\,000\times \ln(k_{\infty })=100\,000\times \ln \left({\frac {1{,}317}{1{,}288}}\right)\approx 2\,256\;{\rm {pcm\;N_{u8}}}}
Modération - Aspect pratique

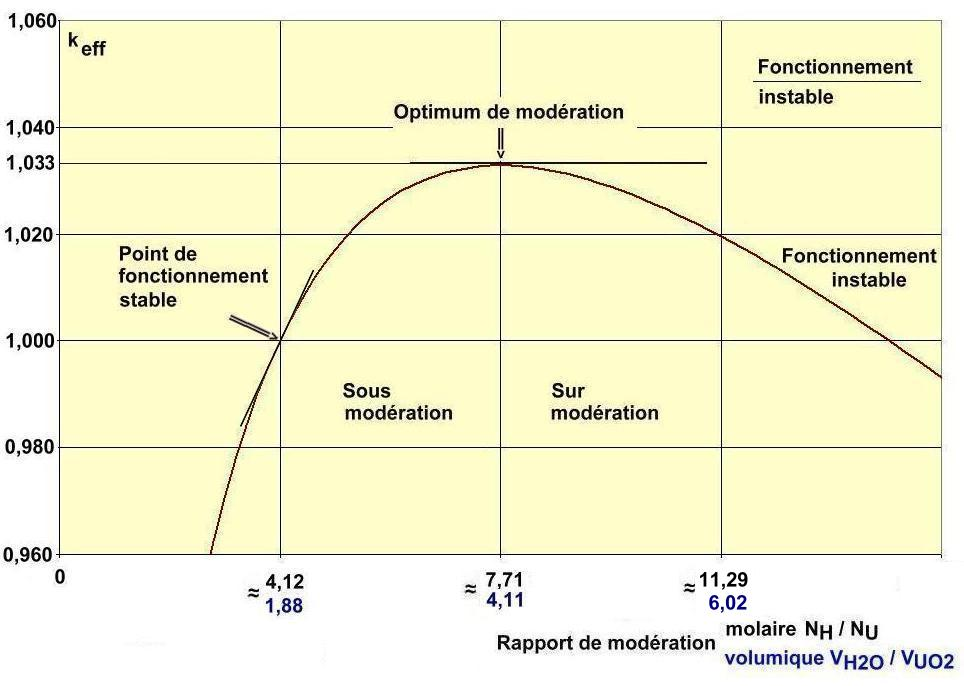
Courbe donnant l'allure de l'évolution du rapport de modération atomique.

À la conception du cœur il est possible de choisir le rapport de modération c'est-à-dire le rapport entre la concentration volumique des atomes modérateurs et la concentration volumique des atomes fissiles. Par exemple de façon pratique dans le cas des réacteurs à eau pressurisée en faisant varier le pas régulier de disposition des crayons combustibles :
- Si les crayons sont très rapprochés les uns des autres la quantité de modérateur offerte aux neutrons pour être ralentis est insuffisante et le rapport de multiplication en réseau infini {\displaystyle k_{infty}} diminue.
- Si les crayons sont très éloignés les uns des autres la probabilité qu'un neutron émis dans le combustible et thermalisé dans le modérateur rencontre un autre atome fissile diminue et le rapport de multiplication en réseau infini {\displaystyle k_{infty}} diminue.
- Entre les deux situations ci-dessus, il s'en trouve une ou le rapport : nombre d'atomes modérateurs / nombre d'atomes fissiles conduit au maximum de {\displaystyle k_{infty}} ; c'est l'optimum de modération.

Le dessin du réseau combustible détermine au 1er ordre le rapport atomique (ou molaire de modération). La généralisation des assemblages 17 × 17 ou 15 × 15 pour raison industrielle en usage sur les REP électrogènes encadre ainsi la plage de modération accessible dans la plage où les conditions générales de stabilité du cœur sont satisfaites avec de bonnes marges permettant l'optimisation du cycle du combustible.

### Comparaison avec lesréacteurs d'Oklo
Il pourra être tiré du résultat ci-dessus quelques conclusions simples sur les réacteurs de la mine d'Oklo et de Bangombé au Gabon qui présentent un certain nombre de points communs avec les REP électrogènes de puissance. En effet, si on compare le réseau combustible d'un REP 900 MWe à celui des réacteurs de la mine d'Oklo :
- le combustible est de l'oxyde d'uranium dans les deux cas
- le modérateur est de l'eau légère dans les deux cas
- le réacteur REP tel que calculé ci-dessus est chaud, il est sous modéré dans ces conditions
- le réacteur REP est à l'optimum de modération à froid (20 °C)[Note 9]
- le rapport atomique (ou molaire) optimal de modération à froid du REP 900 MWe (= rapport des concentrations en hydrogène et uranium 235) vaut sensiblement = 228,6 ; les conditions de criticité dans le cas de Oklo sont évaluées avec la même valeur.
- la valeur de {\displaystyle k_{\infty ~REP~froid}} est égale à {\displaystyle k_{\infty ~REP~froid}=k_{\infty ~REP~chaud}\times \mathrm {e} ^{5\,000/100\,000}=k_{\infty ~REP~chaud}\times 1{,}051\,27} en retenant une reprise froid chaud de 5 000 pcm
- le facteur supplémentaire d'optimum de modération (reprise froid/chaud = 1,051 27) est supposé influer sur le facteur f en ce qui concerne la capture dans l'uranium 238 dont la section efficace microscopique de capture est prise moins élevée qu'à chaud jusqu'à obtenir la valeur de f souhaitée (environ 1,1353 contre 2,72 barn)[Note 10]
- le réacteur d'Oklo diverge à minima à froid {\displaystyle k_{\infty ~Oklo}=1} à l'optimum de modération [Note 11]
- la gangue du minerai d'Oklo se compare au zirconium du REP 900 [Note 12], en tous les cas on peut admettre que la section efficace macroscopique correspondante ne peut être inférieure à celle du zirconium du REP 900 soit 0,000 863 5 cm−1
- la valeur du facteur antitrappe est inchangée
- la valeur du facteur ε est inchangée ; il pourrait toutefois être tenu compte de ce que le facteur ε est grossièrement proportionnel à la proportion d'uranium 238 laquelle est un peu plus élevée dans le REP 900 MWe qu'à Oklo
- l'enrichissement moyen du REP 900 MWe vaut 2,433 % (en noyaux = 2,464 %) ; l'enrichissement du 1er réacteur d'Oklo qui a fonctionné il y a près de 1,95 milliard d'années est pris égal à 3,61 % en masse (en noyaux = 3,66 %)
- en effectuant le calcul des 4 facteurs par la méthode simple donnée dans la boite déroulante, la concentration en uranium 235 qui rend critique à froid ({\displaystyle k_{\infty ~Oklo}=1}) à l'optimum de modération le réacteur d'Oklo est trouvée égale à 2,474 × 1018 at/cm3 (soit une concentration environ 100 fois moindre que celle du REP 900 MWe)
- la teneur en uranium du minerai de densité égale à 2,5 correspondante est proche de 10,7 kg d'uranium par tonne de minerai ce qui est élevé mais rencontré dans les gisements en exploitation dans le monde
- la concentration en atomes d'hydrogène est prise égale à celle de l'optimum de modération = 5,656 × 1020 at/cm3 ; elle correspond à une teneur massique en eau du minerai de 3,38 kg/tonne ce qui semble réaliste
- à simplement remarquer que les évaluations faites du fonctionnement des réacteurs d'Oklo conduisent bien entendu à une contribution du plutonium 239 formé mais la période est très faible devant la durée totale du fonctionnement des réacteurs

| Grandeur physique                                     | REP 900 à 304,5 °C | REP 900 à 20 °C | Oklo         | Unité    | Commentaire                                               |
| ----------------------------------------------------- | ------------------ | --------------- | ------------ | -------- | --------------------------------------------------------- |
| Coefficient {\displaystyle k_{\infty }}               | 1,356              | 1,425           | 1            | sans dim | Valeur minimale à Oklo                                    |
| Rapport de modération atomique                        | 164,1              | 228,6           | 228,6        | sans dim | Valeur minimale à Oklo                                    |
| Enrichissement en noyau en U5                         | 2,464 %            | 2,464 %         | 3,6584 %     | at/cm3   | Valeur estimée à Oklo il y a 1,95 milliard d'années       |
| Concentration des atomes d'U5                         | 1,698 × 1020       | 1,698 × 1020    | 2,474 × 1018 | at/cm3   | Valeur minimale à Oklo                                    |
| Concentration des atomes d'H                          | 2,786 × 1022       | 3,881 × 1022    | 5,656 × 1020 | at/cm3   | Valeur pouvant varier quelque peu à Oklo                  |
| Section efficace de capture dans l'U8                 | 2,72               | 1,1353          | 1,1353       | barn     | Moins élevé à froid                                       |
| Coefficient ε = facteur correctif de fissions rapides | 1,07               | 1,07            | 1,0565       | sans dim | Moins élevé à Oklo du fait de l'enrichissement plus élevé |
| Coefficient η = neutrons de fission                   | 2,105              | 2,105           | 2,105        | sans dim | Ne dépend que du seul atome fissile = uranium 235         |
| Coefficient p = facteur antitrappe                    | 0,75               | 0,75            | 0,75         | sans dim | Modérateur identique                                      |
| Coefficient f = utilisation thermique                 | 0,8025             | 0,8437          | 0,5992       | sans dim |                                                           |
| Section efficace macroscopique des gaines ou gangue   | 0,000 863 5        | 0,000 863 5     | 0,000 863 5  | cm−1     | Valeur minimale à Oklo                                    |
| Densité moyenne du minerai                            |                    |                 | 2,5          | sans dim | Valeur classique                                          |
| Teneur massique en uranium du minerai                 |                    |                 | 10,69        | kg/t     | Valeur minimale à Oklo pour diverger                      |
| Teneur massique en eau du minerai                     |                    |                 | 3,38         | kg/t     | Valeur ayant fluctué à Oklo                               |
| Puissance thermique                                   | 104,2 × 106        |                 | 100          | W/m3     | Valeur ayant largement fluctué à Oklo                     |
| Durée de fonctionnement                               | 1                  |                 | 500 000      | ans      | En moyenne                                                |

## Réactivité d'un milieu limité
Le facteur de multiplication effectif (noté {\displaystyle k_{\mathrm {eff} }}) est évalué en prenant en compte le fait que la zone réactive est d'extension finie, et qu'une partie des neutrons sont perdus par effet de fuite. La proportion de neutrons qui fuient dépend de la taille et de la forme du milieu considéré.
Le rapport entre {\displaystyle k_{\infty }} et {\displaystyle k_{\mathrm {eff} }} vaut {\displaystyle k_{\mathrm {eff} }={\frac {k_{\infty }}{1+M^{2}\times B_{g}^{2}}}}
où :
- {\displaystyle k_{\infty }} est le coefficient de multiplication en milieu infini des neutrons
- {\displaystyle M^{2}} est l’aire de migration des neutrons
- {\displaystyle B_{g}^{2}} est le laplacien géométrique des neutrons.

À titre d'exemple, pour un cœur de géométrie cylindrique, {\displaystyle B_{g}^{2}} est donné par la relation suivante :
{\displaystyle B_{g}^{2}=\left({\pi  \over H+2\times \lambda _{z}}\right)^{2}+\left({2{,}404\,83 \over R+\lambda _{r}}\right)^{2}}
où :
- 2,404 83 est le premier zéro de la fonction de Bessel de 1er rang noté {\displaystyle J_{o}}
- {\displaystyle H} est la hauteur du cœur
- {\displaystyle \lambda _{z}} est la distance axiale d'extrapolation
- {\displaystyle R} est le rayon du cœur
- {\displaystyle \lambda _{r}} est la distance radiale d'extrapolation.

En pratique, {\displaystyle \lambda _{r}=\lambda _{z}} pour un grand cœur proche de l'ortho-cylindre.

### Forme du cœur minimisant les fuites
Pour un volume donné du cœur (un volume V donné de combustible), le dessin minimisant les fuites est bien entendu celui d'une sphère. Cependant le réacteur sphérique est malcommode de construction et d'exploitation. En pratique la majorité des réacteurs sont de forme cylindrique à axe vertical (ce qui permet d'avoir des éléments unitaires - sûrement sous-critiques - identiques, une manutention commode de ces éléments pour la constitution du cœur et le rechargement du combustible et qui rend possible la manœuvre gravitaire des absorbants de contrôle de la réactivité). On peut alors s'intéresser à la forme du cylindre qui minime les fuites à volume donné de combustible.
La probabilité de non-fuite s'écrit :
{\displaystyle {1 \over 1+M^{2}\times B_{g}^{2}}}
avec :
- {\displaystyle M^{2}} = aire de migration ;
- {\displaystyle B_{g}^{2}=\left({\pi  \over H+2\times \lambda _{z}}\right)^{2}+\left({J_{o} \over R+\lambda _{r}}\right)^{2}} ;
- {\displaystyle \lambda _{r}=\lambda _{z}=\lambda } = Économie de réflecteur = Constante qui dépend du réflecteur.

À volume V de cœur donné, la probabilité de non-fuite est maximale lorsque {\displaystyle B_{g}^{2}} est minimal.
La recherche analytique du minimum de {\displaystyle B_{g}^{2}} est malaisée du fait de la lourdeur de la fonction dérivée (polynôme du 6e degré). En revanche, si on néglige les effets de bords (par exemple s'il n'y a pas de réflecteur), ce qui revient à prendre {\displaystyle \lambda =0}, on peut aisément donner une solution analytique à la recherche du minimum de {\displaystyle B_{g}^{2}}
| {\displaystyle {D \over H}={J_{o}\times {\sqrt {2}} \over \pi }=1{,}0826} {\displaystyle D=2\;\left({\frac {J_{o}}{{\sqrt {2}}\times \pi ^{2}}}\right)^{1/3}\times V^{1/3}=1{,}1129\times V^{1/3}} {\displaystyle H=\pi ^{1/3}\times \left({{\sqrt {2}} \over J_{o}}\right)^{2/3}\times V^{1/3}=1{,}0280\times V^{1/3}} |

Dans le cas général où {\displaystyle \lambda } ne peut être négligé, on effectue la recherche du rapport optimal {\displaystyle {D \over H}} en deux temps :
- Une première estimation consiste à appliquer les relations ci-dessus au cœur non extrapolé qui donnent d et h (valeurs intermédiaires) :

{\displaystyle d=1{,}1129\times V^{1/3}}
{\displaystyle h=1{,}0280\times V^{1/3}}
on en déduit le volume extrapolé du cœur. {\displaystyle V_{e}=\pi \times (d+2\;\lambda )^{2}\times (h+2\;\lambda )}.
- Une bonne approximation du dessin à fuites minimales est alors obtenue en appliquant les relations ci-dessus au volume et dimensions extrapolés du cœur, soit donc pour finir :

| {\displaystyle D=1{,}1129\times V_{e}^{1/3}-2\;\lambda } {\displaystyle H=1{,}0280\times V_{e}^{1/3}-2\;\lambda } avec : - {\displaystyle V_{e}} = volume extrapolé du cœur - {\displaystyle \lambda } = distance d'extrapolation |

- Numériquement : (cf. Tableau en fin d'article)

{\displaystyle V=26{,}671\times {\rm {m^{3}}}} = Valeur proche du cas d'un REP 900 MWe
{\displaystyle d=1{,}1129\times V^{1/3}=332{,}1{\rm {cm}}}
{\displaystyle h=1{,}0280\times V^{1/3}=306{,}8{\rm {cm}}}
{\displaystyle \lambda =8{,}3\;{\rm {cm}}}
{\displaystyle V_{e}={\pi  \over 4}\times (d+2\;\lambda )^{2}\times (h+2\times \lambda )=30\,860\,500\;{\rm {cm^{3}}}}
{\displaystyle D=1{,}1129\times V_{e}^{1/3}-2\;\lambda =332{,}5\;{\rm {cm}}}
{\displaystyle H=1{,}0280\times V_{e}^{1/3}-2\;\lambda =305{,}9\;{\rm {cm}}}
En étudiant pas à pas le signe de la fonction dérivée au voisinage des valeurs ci-dessus on montre que le cas d'un cœur de volume proche de celui d'un REP 900 MWe, la valeur minimale de {\displaystyle B_{g}^{2}} est obtenue pour R = 166,4 cm, soit D = 332,8 cm et H = 305,4 cm et un rapport diamètre / hauteur égal à 1,0895, donc un cylindre de forme légèrement plus aplatie que l'orthocylindre dans lequel D = H = 323,40 cm et de hauteur moindre que la hauteur réelle du cœur égale à 366 cm. Ce résultat ne dépend pas de la valeur de l'aire de migration.
| Cas général avec une économie de réflecteur non négligeable - Probabilité de non-fuite {\displaystyle ={1 \over 1+M^{2}\times B_{g}^{2}}} - {\displaystyle B_{g}^{2}=\left({\pi \over H+2\;\lambda _{z}}\right)^{2}+\left({J_{o} \over R+\lambda _{r}}\right)^{2}} - {\displaystyle \lambda _{r}=\lambda _{z}=\lambda } = Constante qui dépend du réflecteur = 8,27 cm environ dans le cas de l'eau à la température de fonctionnement d'un REP - Volume du cœur = V = 26,671 m3 = Constante = Valeur proche du cas d'un REP 900 MWe {\displaystyle V=\pi \times R^{2}\times H} {\displaystyle H={V \over \pi \times R^{2}}} - La probabilité de non-fuite est maximale lorsque {\displaystyle B_{g}^{2}} est minimal - {\displaystyle B_{g}^{2}=\left({\pi \over H+2\;\lambda _{z}}\right)^{2}+\left({J_{o} \over R+\lambda _{r}}\right)^{2}=\left({\pi \over ({V \over \pi \times R^{2}})+2\;\lambda }\right)^{2}+\left({J_{o} \over R+\lambda }\right)^{2}} - Il n'est pas aisé de donner une solution analytique à la recherche du minimum de {\displaystyle B_{g}^{2}}. La dérivation par rapport à {\displaystyle R} débouche en effet sur la résolution -aléatoire- d'un polynôme du 6e degré. Pour simplifier le problème on s’intéresse en un premier temps au cas où {\displaystyle \lambda =0} Cas simplifié où l'économie de réflecteur est égale à zéro {\displaystyle B_{g}^{2}=\left({\pi \over H}\right)^{2}+\left({J_{o} \over R}\right)^{2}} {\displaystyle H={V \over \pi \times R^{2}}} où V = volume du cœur = constante {\displaystyle B_{g}^{2}={\pi ^{4}\times R^{4} \over V^{2}}+{J_{o}^{2} \over R^{2}}} {\displaystyle {dB_{g}^{2} \over dR}={4\times \pi ^{4} \over V^{2}}\times R^{3}-{2\times J_{o}^{2} \over R^{3}}=0} {\displaystyle R^{6}={J_{o}^{2}\times V^{2} \over 2\times \pi ^{4}}} {\displaystyle V^{2}=\pi ^{2}\times R^{4}\times H^{2}} {\displaystyle R^{6}=J_{o}^{2}\times {\pi ^{2}\times R^{4}\times H^{2} \over 2\times \pi ^{4}}={J_{o}^{2} \over 2\times \pi ^{2}}\times R^{4}\times H^{2}} {\displaystyle \left({R \over H}\right)^{2}={J_{o}^{2} \over 2\times \pi ^{2}}} {\displaystyle {R \over H}={J_{o} \over {\sqrt {2}}\times \pi }={J_{o}\times {\sqrt {2}} \over \ 2\times \pi }={J_{o}\times {\sqrt {2}} \over \ 2\times \pi }} Par ailleurs : {\displaystyle R^{6}={J_{o}^{2}\times V^{2} \over 2\times \pi ^{4}}} {\displaystyle R^{3}={J_{o}\times V \over {\sqrt {2}}\times \pi ^{2}}}, d'où {\displaystyle D=2\;\left({J_{o} \over {\sqrt {2}}\times \pi ^{2}}\right)^{1/3}\times V^{1/3}} {\displaystyle H={\pi \over J_{o}\times {\sqrt {2}}}\times D={\pi \over J_{o}\times {\sqrt {2}}}\times 2\;\left({J_{o} \over {\sqrt {2}}\times \pi ^{2}}\right)^{1/3}\times V^{1/3}=\pi ^{1/3}\times \left({{\sqrt {2}} \over J_{o}}\right)^{2/3}\times V^{1/3}} En résumé : \| {\displaystyle {D \over H}={J_{o}\times {\sqrt {2}} \over \pi }=1{,}0826} {\displaystyle D=2\;\left({\frac {J_{o}}{{\sqrt {2}}\times \pi ^{2}}}\right)^{1/3}\times V^{1/3}=1{,}1129\times V^{1/3}} {\displaystyle H=\pi ^{1/3}\times \left({{\sqrt {2}} \over J_{o}}\right)^{2/3}\times V^{1/3}=1{,}0280\times V^{1/3}} \| |
| {\displaystyle {D \over H}={J_{o}\times {\sqrt {2}} \over \pi }=1{,}0826} {\displaystyle D=2\;\left({\frac {J_{o}}{{\sqrt {2}}\times \pi ^{2}}}\right)^{1/3}\times V^{1/3}=1{,}1129\times V^{1/3}} {\displaystyle H=\pi ^{1/3}\times \left({{\sqrt {2}} \over J_{o}}\right)^{2/3}\times V^{1/3}=1{,}0280\times V^{1/3}} |

La forme qui minimise les fuites est donc celle d'un orthocylindre légèrement aplati.
Toutefois, dans l'exemple ci-dessus les fuites calculées avec une aire de migration M2 = 46,06 cm2 valent 1 338 pcm avec la hauteur combustible réelle du cœur du REP 900 MWe égale à 366 cm et 1 303 pcm avec la hauteur de 305,5 cm. L'écart est donc faible (Il représente cependant sensiblement 1 °C de température de fonctionnement).
Ces résultats sont surtout intéressants dans le cas des petits cœurs où les fuites sont importantes. Par exemple, si le volume du cœur vaut 1 m3 (donc pour une puissance de l'ordre de 100 MWth) et en tenant compte de l'économie de réflecteur :
|                               | Cœur à fuites minimales | Cœur orthocylindrique | Cœur élancé | Cœur aplati | Unité |
| Hauteur                       | 102,0                   | 108,4                 | 127,3       | 80,0        | cm    |
| Diamètre                      | 111,7                   | 108,4                 | 100,0       | 126,2       | cm    |
| Fuites                        | -9508                   | -9534                 | -9822       | -9899       | pcm   |
| Température de fonctionnement | Nominale                | -1                    | -10         | -12         | °C    |

Dans le cas des réacteurs à eau sous-pression on doit également tenir compte de ce que le diamètre du cœur détermine aussi celui de la cuve ce qui peut inciter à avoir un cœur plus élancé que celui qui minimise les fuites.
En dépit de cela, le cœur de l'EPR augmente sensiblement le nombre d'assemblages par rapport au cœur N4 sans accroitre la hauteur combustible pour de multiples raisons industrielles ce qui ne nuit pas aux fuites totales hors du cœur comme démontré ci-dessus et la cuve est de diamètre augmenté. Comme souvent les choix d’ingénierie sont à compromis multiples et les optimums sont plats.

## Autres paramètres du réseau influant sur la réactivité

### Échantillonnage du combustible
Suivant la forme géométrique suivant laquelle le combustible est disposé pour une même puissance spécifique, la température à cœur du combustible peut varier de façon importante. On montre que pour une même densité de puissance, l'écart de température entre les températures moyennes et maximales à cœur du combustible et la température du réfrigérant varie au 1er ordre comme le carré du diamètre des pastilles combustibles et partant, l'anti-réactivité d'effet Döppler se trouve augmentée en rapport dans le cours du fonctionnement et les sollicitations thermomécaniques du combustible accrues.

## Notations, données et résultats
Le présent article utilise un assez grand nombre de données numériques qui pour raison de commodité sont regroupées les tableaux déroulants ci-dessous.
Sont données dans l'ordre :
- les caractéristiques géométriques typiques d'un cœur de réacteur à eau sous pression électrogène proches de celles d'un réacteur du palier p. 4/P'4
- les données fonctionnelles principales
- les sections efficaces intervenant dans la modélisation simplifiée
- les autres données.

Avertissement : les valeurs sont données en général avec 4 chiffres significatifs pour éliminer les erreurs d'arrondis de calcul, toutefois la précision de l'estimation n'est pas meilleure que +/- 5 % ; soit donc l'inégalité :
0,95 × Valeur estimée par le calcul < Valeur exacte < 1,05 × Valeur estimée par le calcul
| Grandeur physique                                             | État réacteur | Notation                             | Valeur              | Unité        | Source                         | Commentaire |
| ------------------------------------------------------------- | ------------- | ------------------------------------ | ------------------- | ------------ | ------------------------------ | --- |
| Puissance thermique du cœur                                   |               | {\displaystyle W}                    | 3 797               | MWth         | Réacteurs nucléaires en France | Puissance chaudière = Puissance cœur + puissance thermique des pompes primaires                                                                              |
| Température moyenne de l'eau primaire dans le cœur            |               | {\displaystyle T_{m}}                | 292,8               | °C           | REP                            | Conditions d'arrêt chaud critique |
| Masse volumique moyenne de l'eau primaire dans le cœur        | C             | {\displaystyle \rho }                | 740,84              | kg/m3        | Molécule d'eau                 | Corrélation donnée à l'article molécule d'eau |
| Masse volumique moyenne de l'eau primaire dans le cœur        | F             | {\displaystyle \rho }                | 998,3               | kg/m3        |                                | |
| Dilatabilité de l'eau~.                                       | C             |                                      | -1,980              | kg/m3/K      | Molécule d'eau                 | Grandeur utile pour évaluer le coefficient de température modérateur                                                                                         |
| Dilatabilité de l'eau~.                                       | 100 °C 30 bar |                                      | -0,7177             | kg/m3/K      |                                | Corrélation donnée à l'article molécule d'eau - La valeur donnée est cependant issue directement des tables                                                  |
| Dilatabilité de l'eau~.                                       | 20 °C 6 bar   |                                      | -0,1992             | kg/m3/K      |                                | La corrélation (dérivable) permet d'évaluer la dilatabilité de l'eau - La valeur donnée est cependant issue directement des tables                           |
| Volume du cœur                                                | C             |                                      | 38,703              | m3           | Centrales en France            | La situation C (à chaud) s'entend réacteur à l'arrêt chaud critique à puissance nulle                                                                        |
| Volume du cœur                                                | F             |                                      | 38,107              | m3           |                                | |
| Hauteur combustible                                           | C             |                                      | 4,270               | m            |                                | |
| Hauteur combustible                                           | F             |                                      | 4,229               | m            |                                | |
| Diamètre équivalent                                           | C             |                                      | 3,387               | m            |                                | |
| Diamètre équivalent                                           | F             |                                      | 3,371               | m            |                                | |
| Flux neutronique thermique                                    |               | {\displaystyle \phi }                |                     | n/cm2/s      |                                | |
| Flux neutronique thermique à l'équilibre                      |               | {\displaystyle \phi _{o}}            | 3,2 × 1013          | n/cm2/s      |                                | [ Note 16 ] |
| Masse d’uranium                                               |               | {\displaystyle M_{U}}                | 103 801             | kg           | Centrales en France            | La masse d'uranium varie légèrement avec l'enrichissement du cœur                                                                                            |
| Enrichissement moyen en uranium 235                           | M             | {\displaystyle e_{m}}                | 2,283 %             | sans dim     | REP                            | Valeur cohérente avec la référence |
| Enrichissement moyen en uranium 235                           | A             | {\displaystyle e_{n}}                | 2,312 %             | sans dim     |                                | |
| Masse d’uranium 235                                           |               | {\displaystyle M_{U5}}               | 2 370               |              | REP                            | |
| Masse de zirconium dans le cœur                               | C             |                                      | 26 070              | kg           |                                | |
| Masse de zirconium dans le cœur                               | F             |                                      | 25 952              | kg           |                                | La dilatation plus importante de l'oxyde d'uranium fait qu'une quantité plus importante de zirconium se trouve dans le réseau combustible à chaud qu'à froid |
| Masse d'eau primaire dans le cœur                             | C             |                                      | 17 044              | kg           | REP                            | |
| Masse d'eau primaire dans le cœur                             | F             |                                      | 22 147              | kg           |                                | [ Note 17 ] |
| Masse molaire de l'hydrogène                                  |               | {\displaystyle {\mathcal {M}}_{H}}   | 1,007 94            | g/mol        | CODATA                         | La composition isotopique protium / deutérium est la composition naturelle                                                                                   |
| Masse molaire de l'oxygène                                    |               | {\displaystyle {\mathcal {M}}_{O}}   | 15,9994             | g/mol        | CODATA                         | [ Note 18 ] |
| Masse molaire de l'uranium 235                                |               | {\displaystyle {\mathcal {M}}_{U5}}  | 235,0439            | g/mol        | CODATA                         | [ Note 18 ] |
| Masse molaire de l'uranium 238                                |               | {\displaystyle {\mathcal {M}}_{U5}}  | 238,0508            | g/mol        | CODATA                         | [ Note 18 ] |
| Masse molaire de l'uranium enrichi à 2,283 % massique         |               | {\displaystyle {\mathcal {M}}_{U}}   | 237,977             | g/mol        | Calcul                         | |
| Masse molaire de l'oxyde d'uranium enrichi à 2,283 % massique |               | {\displaystyle {\mathcal {M}}_{UO2}} | 269,980             | g/mol        | Calcul                         | |
| Nombre de moles d'uranium dans le cœur                        |               | {\displaystyle N_{U}}                | 4,362 × 105         | sans dim     | Calcul                         | |
| Nombre de moles d'uranium 235 dans le cœur                    |               | {\displaystyle N_{U5}}               | 1,008 × 104         | sans dim     | Calcul                         | L'uranium 234 est bien sûr négligé et inclus, ipso facto, dans l'uranium 238                                                                                 |
| Nombre de moles d'uranium 238 dans le cœur                    |               |                                      | 4,261 × 105         | sans dim     | Calcul                         | |
| Concentration des atomes d'uranium                            | C             | {\displaystyle N_{u}}                | 11,270 6,787 × 1021 | mol/L at/cm3 | Calcul                         | [ Note 19 ] |
| Concentration des atomes d'uranium                            | F             | {\displaystyle N_{u}}                | 11,446 6,892 × 1021 | mol/L at/cm3 | Calcul                         | |
| Nombre de moles d'hydrogène dans le cœur                      | C             |                                      | 1,892 × 106         | sans dim     |                                | |
| Nombre de moles d'hydrogène dans le cœur                      | F             |                                      | 2,459 × 106         | sans dim     |                                | |
| Concentration des atomes d'hydrogène dans le cœur             | C             |                                      | 48,89 2,944 × 1022  | mol/L at/cm3 |                                | [ Note 19 ] |
| Concentration des atomes d'hydrogène dans le cœur             | F             |                                      | 64,52 3,885 × 1022  | mol/L at/cm3 |                                | [ Note 19 ] |
| Nombre total de moles d'oxygène dans le cœur                  | C             |                                      | 1,818 × 106         | sans dim     | Calcul                         | 2 \times U + H / 2 |
| Nombre total de moles d'oxygène dans le cœur                  | F             |                                      | 2,102 × 105         | sans dim     | Calcul                         | Quasiment autant d'atomes d'oxygène que d'hydrogène dans le cœur                                                                                             |
| Rapport de modération molaire (ou atomique)                   | C             | {\displaystyle R_{m}}                | 4,338               | sans dim     | Calcul                         | , |
| Rapport de modération molaire (ou atomique)                   | F             | {\displaystyle R_{m}}                | 5,637               | sans dim     | Calcul                         | |
| Rapport de modération volumique                               | C             |                                      | 1,970               | sans dim     | Calcul                         | = Volume eau / Volume UO2 - Valeur cohérente avec la référence                                                                                               |
| Rapport de modération volumique                               | F             |                                      | 1,936               | sans dim     | Calcul                         | [ Note 20 ] |
| Rapport de modération massique                                | C             |                                      | 0,1447              | sans dim     | Calcul                         | = Masse eau / Masse UO2 |
| Rapport de modération massique                                | F             |                                      | 0,1881              | sans dim     | Calcul                         | |
| Nombre de moles de zirconium dans le cœur                     | C             |                                      | 2,858 × 105         | sans dim     |                                | [ Note 21 ] |
| Nombre de moles de zirconium dans le cœur                     | F             |                                      | 2,845 × 105         | sans dim     |                                | |
| Concentration du zirconium dans le cœur                       | C             |                                      | 4,447 × 1021        | at/cm3       |                                | [ Note 21 ] |
| Concentration du zirconium dans le cœur                       | F             |                                      | 4,496 × 1021        | at/cm3       |                                | |
| Rapport des concentrations du zirconium/uranium dans le cœur  | C             |                                      | 0,6522              | sans dim     |                                | [ Note 21 ] |
| Rapport des concentrations du zirconium/uranium dans le cœur  | F             |                                      | 0,6552              | sans dim     |                                | |

| Grandeur physique                                                                                                  | État réacteur | Notation                                                                       | Valeur   | Unité    | Source | Commentaire |
| --- | ------------- | ------------------------------------------------------------------------------ | -------- | -------- | ------ | --- |
| Coefficient multiplicatif infini {\displaystyle k_{\infty }}                                                       | chaud         | {\displaystyle k_{\infty }}                                                    | 1,287    | sans dim | Calcul | Cœur neuf, sans poison, aux conditions nominales d'arrêt chaud - Puissance nulle. pour {\displaystyle e_{m}=2{,}283~\%} et {\displaystyle R_{m}=4{,}338}                                        |
| Coefficient multiplicatif infini {\displaystyle k_{\infty }}                                                       | froid         | {\displaystyle k_{\infty }}                                                    | 1,304    | sans dim | Calcul | |
| Facteur de reproduction {\displaystyle \eta }                                                                      | chaud         | {\displaystyle \eta }                                                          | 1,777    | sans dim | Calcul | Cœur neuf, sans poisons, aux conditions nominales de fonctionnement à chaud, à puissance nulle.                                                                                                 |
| Facteur de reproduction {\displaystyle \eta }                                                                      | froid         | {\displaystyle \eta }                                                          | 1,777    | sans dim | Calcul | La valeur de {\displaystyle \eta } à puissance nulle ne dépend pas des conditions de température                                                                                                |
| Valeur asymptotique de {\displaystyle \eta } à 100 % d'enrichissement                                              |               |                                                                                | 2,073    | sans dim | Calcul | Évaluation théorique donnant l'allure de la variation de {\displaystyle \eta } avec {\displaystyle e_{n}}                                                                                       |
| Facteur d'utilisation thermique {\displaystyle f}                                                                  | à chaud       | {\displaystyle f}                                                              | 0,9216   | sans dim |        | |
| Facteur d'utilisation thermique {\displaystyle f}                                                                  | froid         | {\displaystyle f}                                                              | 0,9021   | sans dim |        | L'augmentation de {\displaystyle R_{m}} fait diminuer {\displaystyle f} à froid |
| Valeur asymptotique de {\displaystyle f} à 100 % d'enrichissement                                                  |               |                                                                                | ≈0,998   | sans dim | Calcul | Calcul théorique "de tendance" destiné à illustrer le sens de variation du facteur {\displaystyle f}                                                                                            |
| Facteur anti-trappe {\displaystyle p}                                                                              | chaud         | {\displaystyle p}                                                              | 0,7572   | sans dim | Calcul | En cours de consolidation |
| Facteur anti-trappe {\displaystyle p}                                                                              | froid         | {\displaystyle p}                                                              | 0,7902   | sans dim | Calcul | |
| Facteur de fissions rapides                                                                                        | chaud         | {\displaystyle \varepsilon }                                                   | 1,039    | sans dim |        | |
| Facteur de fissions rapides                                                                                        | froid         | {\displaystyle \varepsilon }                                                   | 1,028    | sans dim |        | |
| Dérivée: {\displaystyle {\partial k_{\infty } \over \partial e_{n}}\times {1 \over k_{\infty }}}                   | C             | {\displaystyle {\partial k_{\infty } \over k_{\infty }\times \partial e_{n}}}  | 9,239    | %/%      |        | La valeur à chaud est seule donnée. L'effet de température sur {\displaystyle {\partial k_{\infty } \over \partial e_{n}}} n' a pas d'importance pratique.                                      |
| Dérivée: {\displaystyle {\partial \eta \over \partial e_{n}}\times {1 \over \eta }}                                | C             | {\displaystyle {\partial \eta \over \eta \times \partial e_{n}}}               | 6,322    | %/%      |        | Pour l'enrichissement nominal de 2,283 % en masse et 2,312 % en noyaux |
| Dérivée: {\displaystyle {\partial f \over \partial e_{n}}\times {1 \over f}}                                       | C             | {\displaystyle {\partial f \over f\times \partial e_{n}}}                      | 2,896    | %/%      |        | |
| Dérivée: {\displaystyle {\partial p \over \partial e_{n}}\times {1 \over p}}                                       | C             | {\displaystyle {\partial p \over p\times \partial e_{n}}}                      | 0,1486   | %/%      |        | {\displaystyle p} est faiblement croissant avec {\displaystyle e_{n}} |
| Dérivée: {\displaystyle {\partial \varepsilon \over \partial e_{n}}\times {1 \over \varepsilon }}                  | C             | {\displaystyle {\partial \varepsilon \over \varepsilon \times \partial e_{n}}} | -0,1272  | %/%      |        | {\displaystyle \varepsilon } est légèrement décroissant avec {\displaystyle e_{n}} |
| Dérivée: {\displaystyle {\partial \varepsilon \times p \over \partial e_{n}}\times {1 \over \varepsilon \times p}} | C             |                                                                                | 0,037 44 | %/%      |        | Le produit {\displaystyle p\times \varepsilon } est très faiblement croissant avec {\displaystyle e_{n}}. Sa variation peut être négligée devant celle du produit {\displaystyle f\times \eta } |
| Valeur en réactivité de 1 % d'enrichissement massique                                                              | C             |                                                                                | 8 212    | pcm      |        | Variation centrée géométriquement autour du point 2,433 % soit de 1,984 à 2,984 % en masse et de 2,009 à 3,021 % en noyaux. Cette valeur dépend fortement de l'enrichissement au point central. |

| Grandeur physique                                                    | État réacteur | Notation                                                    | Valeur        | Unité    | Source | Commentaire                                                                                 |
| -------------------------------------------------------------------- | ------------- | ----------------------------------------------------------- | ------------- | -------- | ------ | ------------------------------------------------------------------------------------------- |
| Dérivée: {\displaystyle {\partial k_{\infty } \over \partial R_{m}}} | C             | {\displaystyle {\partial k_{\infty } \over \partial R_{m}}} | 0,033 44      | sans dim | Calcul |                                                                                             |
| Dérivée: {\displaystyle {\partial k_{\infty } \over \partial R_{m}}} | F             | {\displaystyle {\partial k_{\infty } \over \partial R_{m}}} | 0,012 62      | sans dim | Calcul | Malgré ses imperfections, le modèle simplifié rend compte de la stabilité du cœur           |
| Dérivée: {\displaystyle {\partial R_{m} \over \partial T_{m}}}       | à chaud       | {\displaystyle {\partial R_{m} \over \partial T_{m}}}       | -0,011 13     | sans dim | Calcul | [ Note 22 ]                                                                                 |
| Dérivée: {\displaystyle {\partial R_{m} \over \partial T_{m}}}       | F             | {\displaystyle {\partial R_{m} \over \partial T_{m}}}       | −6,827 × 10−4 | sans dim | Calcul |                                                                                             |
| Dérivée: {\displaystyle {\partial k_{\infty } \over \partial T_{m}}} | C             | {\displaystyle {\partial k_{\infty } \over \partial T_{m}}} | −4,865 × 10−4 | sans dim | Calcul | Avec l'enrichissement retenu le cœur est stable en eau claire à toute température           |
| Dérivée: {\displaystyle {\partial k_{\infty } \over \partial T_{m}}} | F             | {\displaystyle {\partial k_{\infty } \over \partial T_{m}}} | −1,467 × 10−5 | sans dim | Calcul | La stabilité du cœur à froid, avec des marges faibles, est décrite par le modèle simplifié. |

| Grandeur physique                           | État réacteur | Notation                                             | Valeur | Unité  | Source | Commentaire |
| ------------------------------------------- | ------------- | ---------------------------------------------------- | ------ | ------ | ------ | --- |
| Reprise "froid/chaud" de réactivité du cœur |               | {\displaystyle \Delta \rho }                         | 1348   | pcm    |        | Le modèle simplifié rend grossièrement compte de la reprise de réactivité en eau claire - Valeur cependant sous estimée par rapport au constat en exploitation des réacteurs.                                         |
| Coefficient de température modérateur       | à chaud       | {\displaystyle {\partial \rho \over \partial T_{m}}} | -28,91 | pcm/°C |        | L'eau primaire est supposée exempte d'acide borique, son utilisation fait baisser le coefficient de température modérateur en valeur absolue. À basse température et en eau borée le coefficient peut devenir positif |
| Coefficient de température modérateur       | à froid       | {\displaystyle \varepsilon }                         | -0,66  | pcm/°C |        | Pour des températures inférieures à 100 °C et dès lors que l'intégrale reste modérée (< 100 pcm), on peut admettre un coefficient de température légèrement positif                                                   |

| Grandeur physique                                                                  | État réacteur | Notation                               | Valeur          | Unité    | Source            | Commentaire |
| ---------------------------------------------------------------------------------- | ------------- | -------------------------------------- | --------------- | -------- | ----------------- | --- |
| Nombre de neutrons émis par fission thermique {\displaystyle \nu }                 |               | {\displaystyle \nu }                   | 2,425           | sans dim | Fission nucléaire | , |
| Terme {\displaystyle {\mathcal {F}}_{5}}                                           |               | {\displaystyle {\mathcal {F}}_{5}}     | 2,082           | sans dim | Calcul            | {\displaystyle {\mathcal {F}}_{u5}=\left({\nu \times \sigma _{f5} \over \sigma _{u5}-\sigma _{u8}}\right)} Les valeurs à froid et à chaud sont égales                                             |
| Terme {\displaystyle {\mathcal {S}}_{u8/u5}}                                       |               | {\displaystyle {\mathcal {S}}_{u8/u5}} | 3,949 × 10−3    | sans dim | Calcul            | {\displaystyle {\mathcal {S}}_{u8/u5}=\left({\sigma _{u8}+2\;\sigma _{o} \over \sigma _{u5}-\sigma _{u8}}\right)} Les valeurs à froid et à chaud sont égales                                      |
| Facteur {\displaystyle f} Terme {\displaystyle {\mathcal {S}}_{h/u}}               |               | {\displaystyle {\mathcal {S}}_{h/u}}   | 4,902 × 10−4    | sans dim | Calcul            | {\displaystyle {\mathcal {S}}_{h/u}=\left({\sigma _{h}+\sigma _{o}/2 \over \sigma _{u5}-\sigma _{u8}}\right)} Invariant avec la température                                                       |
| Facteur {\displaystyle f} Terme {\displaystyle {\mathcal {S}}_{z/h}}               | à chaud       | {\displaystyle {\mathcal {S}}_{z/h}}   | 0,3641          | sans dim | Calcul            | {\displaystyle {\mathcal {S}}_{z/h}=\left({\sigma _{z}\times 0661 \over \sigma _{h}\times \sigma _{o}/2}\right)}                                                                                  |
| Facteur {\displaystyle f} Terme {\displaystyle {\mathcal {S}}_{z/h}}               | à froid       | {\displaystyle {\mathcal {S}}_{z/h}}   | 0,3626          | sans dim | Calcul            | Faible variation du fait de la variation de la quantité de zirconium présente dans le flux neutronique entre les situations cœur chaud/cœur froid                                                 |
| Facteur anti-trappe Terme {\displaystyle Z}                                        |               | {\displaystyle Z}                      | 3,014 0 × 10−12 | sans dim |                   | En cours de consolidation |
| Facteur anti-trappe Exposant {\displaystyle x}                                     |               | {\displaystyle x}                      | 0,667           | sans dim |                   | En cours de consolidation |
| Facteur anti-trappe Exposant {\displaystyle y}                                     |               | {\displaystyle y}                      | 0,522           | sans dim |                   | |
| Facteur {\displaystyle \varepsilon } Relation donnant {\displaystyle \alpha }      |               |                                        |                 | sans dim |                   | {\displaystyle \alpha =0{,}137\times \mathrm {e} ^{-0{,}0546\times R_{m}}} Il pourra être recherché un terme fonction de l'enrichissement du cœur dans la formule donnant {\displaystyle \alpha } |
| Facteur {\displaystyle \varepsilon } Terme {\displaystyle \alpha }                 | C             | {\displaystyle \alpha }                | 0,1081          | sans dim |                   | {\displaystyle \alpha =(\varepsilon -1)\times {p\times f \over (1-p)}} |
| Facteur {\displaystyle \varepsilon } Terme {\displaystyle \alpha }                 | F             | {\displaystyle \alpha }                | 0,1007          | sans dim |                   | |
| Section efficace microscopique de fission thermique de l'uranium 235               | C             | {\displaystyle \sigma _{f5}}           | 419,3           | barn     | Fission nucléaire | 1 barn = 10−24 cm2 |
| Section efficace microscopique de fission thermique de l'uranium 235               | à froid       | {\displaystyle \sigma _{f5}}           | 582,6           | barn     |                   | [ Référence 4 ] |
| Section efficace microscopique de capture de l'uranium 235                         | à chaud       | {\displaystyle \sigma _{u5}}           | 490,4           | barn     |                   | On entend par absorption le total fission + capture par l'uranium 235 |
| Section efficace microscopique de capture de l'uranium 235                         | F             | {\displaystyle \sigma _{u5}}           | 681,4           | barn     |                   | Les sections efficaces varient comme l'inverse de la racine carrée de la température absolue du corps considéré                                                                                   |
| Section efficace microscopique de capture d'un neutron thermique par le zirconium  | à chaud       | {\displaystyle \sigma _{z}}            | 0,1324          | barn     | HBCP              | [ Référence 5 ] |
| Section efficace microscopique de capture d'un neutron thermique par le zirconium  | à froid       | {\displaystyle \sigma _{z}}            | 0,1840          | barn     | HBCP              | La température à laquelle sont données les sections efficaces est dans la littérature technique est de 20 °C                                                                                      |
| Section efficace microscopique de capture d'un neutron thermique par l'hydrogène   | à chaud       | {\displaystyle \sigma _{h}}            | 0,2393          | barn     | HBCP              | La section efficace est la section pondérée protium/deutérium. Cette valeur a un grand impact sur le résultat de la modélisation                                                                  |
| Section efficace microscopique de capture d'un neutron thermique par l'hydrogène   | à froid       | {\displaystyle \sigma _{h}}            | 0,3326          | barn     | HBCP              | |
| Section efficace microscopique de capture d'un neutron thermique par l'uranium 238 | à chaud       | {\displaystyle \sigma _{8}}            | 1,933           | barn     |                   | |
| Section efficace microscopique de capture d'un neutron thermique par l'uranium 238 | à froid       | {\displaystyle \sigma _{8}}            | 2,685           | barn     |                   | |
| Section efficace microscopique de capture d'un neutron thermique par l'oxygène     |               | {\displaystyle \sigma _{o}}            | 0,2 × 10−3      | barn cm2 |                   | Valeur "forfaitaire" sans grande importance sur le résultat |